# In a Million Years
In a Million Years is het debuutalbum van de Australische indierockband Last Dinosaurs. Het album werd uitgebracht op 2 maart 2012 onder het label Dew Process. Het dient als de opvolger van hun debuut-EP, Back from the Dead uit 2010. De titel van het album werd aangekondigd na de release van hun tweede single, "Zoom". Het album kwam binnen op nummer 8 in de Australische Albums Charts.

## Ontvangst
Het album oogstte zeer positieve recensies van muziekrecensenten. Davey Boy van Sputnikmusic vat zijn recensie samen: "Aussie indie-pop die invloeden van praktisch elk continent gebruikt." Andrew Wade van The AU review zei: "Het album is een verrassend volwassen en samenhangende verzameling nummers. De meest pakkende nummers die je aan deze kant van de jaren 2000 zult horen, In A Million Years is een sterke kanshebber voor het beste Australische album van de afgelopen twintig jaar." Het album kreeg ook een gemiddelde gebruikersbeoordeling van 5/5 op beide Triple J's gebruikersbeoordeling en iTunes-gebruikersbeoordelingen. "Andy" werd ook geplaatst op nummer 95 in de Triple J Hottest 100 in 2012.

## Tracklist
| Nr.                       | Titel                           | Duur  |
| ------------------------- | ------------------------------- | ----- |
| 1.                        | "Zoom"                          | 4:00  |
| 2.                        | "I Can't Help You"              | 3:49  |
| 3.                        | "Sunday Night"                  | 3:55  |
| 4.                        | "Time & Place"                  | 3:17  |
| 5.                        | "Andy"                          | 3:49  |
| 6.                        | "Satellites"                    | 1:47  |
| 7.                        | "Weekend"                       | 4:16  |
| 8.                        | "I Can't Decide"                | 3:18  |
| 9.                        | "Used to be Mine"               | 5:29  |
| 10.                       | "Honolulu"                      | 4:11  |
| 11.                       | "Repair"                        | 5:01  |
| Totale duur:              | Totale duur:                    | 42:52 |
| Australische bonus tracks |                                 |       |
| Nr.                       | Titel                           | Duur  |
| 12.                       | "Time & Place" (Japanse versie) | 3:17  |
| iTunes versie             |                                 |       |
| Nr.                       | Titel                           | Duur  |
| 12.                       | "Beaux-Mont"                    | 3:15  |
| 13.                       | "Zoom" (Muziekvideo)            | 4:00  |

## Hitnoteringen
| Hitnoteringen              | Positie |
| -------------------------- | ------- |
| Australische Albums (ARIA) | 8       |

## Medewerkers

### Band
- Sean Caskey - zang, gitaar
- Lachlan Caskey - lead gitaar
- Sam Gethin-Jones - bass, achtergrondzang
- Dan Koyama - drums, percussie
- A. Julca - maracas

### Productie
- Jean-Paul Fung – producer, engineer, musician, mix engineer*
- Eliot James – mix engineer
- Stu McCullough – management
- Dan Koyama – artdirector